# Disteniazteca
Disteniazteca is een kevergeslacht uit de familie van de boktorren (Cerambycidae). De wetenschappelijke naam van het geslacht werd voor het eerst geldig gepubliceerd in 2007 door Santos-Silva & Hovore.

## Soorten
Disteniazteca omvat de volgende soorten:
- Disteniazteca fimbriata (Lacordaire, 1869)
- Disteniazteca pilati (Chevrolat, 1857)